# (422) Berolina
(422) Berolina ist ein Asteroid des inneren Hauptgürtels, der am 8. Oktober 1896 vom deutschen Astronomen Gustav Witt an der Sternwarte der Urania in Berlin bei einer Helligkeit von 12 mag entdeckt wurde. Es war seine erste von zwei Asteroidenentdeckungen. Nachträglich konnte er den Asteroiden auch am Rand einer Aufnahme finden, die bereits am 5. Oktober aufgenommen worden war.
Der Asteroid ist benannt mit dem lateinischen Namen der Stadt Berlin, in der er entdeckt wurde.

## Wissenschaftliche Auswertung
Eine Auswertung von Beobachtungen durch das Projekt NEOWISE im nahen Infrarot führte 2012 für (422) Berolina zu vorläufigen Werten für den Durchmesser und die Albedo im sichtbaren Bereich von 10,7 km bzw. 0,72.
Eine spektroskopische Untersuchung von 820 Asteroiden zwischen November 1996 und September 2001 am La-Silla-Observatorium in Chile ergab für (422) Berolina eine taxonomische Klassifizierung als X-Typ.
Photometrische Messungen des Asteroiden fanden erstmals statt vom 27. August bis 3. September 1979 am Table Mountain Observatory in Kalifornien. Aus der aufgezeichneten Lichtkurve erfolgte zunächst eine grobe Abschätzung für die Rotationsperiode zu >15 h. Eine genauere Auswertung ergab dann zwei mögliche Werte von 12,79 oder 25,83 h, wovon der kürzere bevorzugt wurde.
Neue Beobachtungen während vier Nächten vom 6. bis 24. März 2011 am Lowell-Observatorium in Arizona lieferten eine nicht ganz vollständige Lichtkurve, die zu einer Rotationsperiode von 25,98 h ausgewertet wurde. Auch Messungen vom 8. November bis 17. Dezember 2016 während 13 Nächten am Organ Mesa Observatory in New Mexico führten zu einer Rotationsperiode von 25,978 h, während kürzere Perioden sicher ausgeschlossen werden konnten.
Aus archivierten Daten des Asteroid Terrestrial-impact Last Alert System (ATLAS) aus dem Zeitraum 2015 bis 2018 konnte in einer Untersuchung von 2020 für ein ellipsoidisches Modell des Asteroiden nur eine retrograde Rotation mit einer Periode von 25,9764 h berechnet werden. Aus den Daten von ATLAS wurde dann in einer Untersuchung von 2022 mit der Methode der konvexen Inversion noch einmal eine Rotationsperiode von 25,977 h bestimmt.